# Zdzisław Dubiella
Zdzisław Andrzej Dubiella (ur. 27 kwietnia 1938 w Starogardzie Gdańskim) – polski polityk, fizyk, poseł na Sejm I kadencji.

## Życiorys
Ukończył w 1960 studia na Wydziale Matematyki, Fizyki i Chemii Uniwersytetu Mikołaja Kopernika w Toruniu. Uzyskał następnie stopień naukowy doktora nauk fizycznych na Uniwersytecie Gdańskim. Od 1960 do 1970 pracował jako nauczyciel w szkołach średnich. W latach 1970–1981 i 1989–1996 był asystentem i adiunktem w Wyższej Szkole Inżynierskiej w Koszalinie (przemianowanej na Politechnikę Koszalińską). Od 1995 do 2000 pełnił funkcję rektora Bałtyckiej Wyższej Szkoły Humanistycznej, następnie krótko zajmował to stanowisko w Elbląskiej Wyższej Szkole Humanistycznej. Od 2001 był prorektorem Elbląskiej Uczelni Humanistyczno-Ekonomicznej, następnie został wybrany na rektora tej uczelni.
W latach 1991–1993 sprawował mandat posła na Sejm I kadencji, wybranego z listy Porozumienia Obywatelskiego Centrum (z okręgu koszalińsko-słupskiego). Od 1994 do 1998 zasiadał w radzie miasta Koszalina, następnie zaś w radzie miejskiej Elbląga z ramienia Akcji Wyborczej Solidarność (1998–2002). W 2013 ponownie wybrany do rady Elbląga z listy Prawa i Sprawiedliwości; utrzymał mandat również w 2014, jednak zrezygnował z niego w trakcie kadencji.

## Odznaczenia
W 2017 otrzymał Złoty Krzyż Zasługi. W 2021 został odznaczony Krzyżem Kawalerskim Orderu Odrodzenia Polski.